# ジョー・ゲルハート
- ジョー・ゲルハルト

ジョー・ゲルハート（Joe Gelhardt）こと、ジョセフ・ポール・ゲルハート（Joseph Paul Gelhardt, 2002年5月4日 - ）は、イングランド・マージーサイド州リヴァプール出身のサッカー選手。EFLチャンピオンシップ・リーズ・ユナイテッドFC所属。ポジションはFW。

## クラブ経歴
10歳の時にウィガン・アスレティックFCのユースアカデミーに入所。2018年に16歳でトップチームに昇格。8月14日のEFLカップのロザラム・ユナイテッドFC戦でプロデビュー。24日に正式にプロ契約を締結。2019-20シーズンよりトップチームに定着し、同シーズンはEFLチャンピオンシップ (2部リーグ)で18試合1ゴールを記録。
2020年8月10日、リーズ・ユナイテッドFCと4年契約を締結。2020~21シーズンはU-23リーグ (プレミアリーグ2)に配属され、16試合11ゴールを決めたところでトップチームに昇格。2021年10月16日のサウサンプトンFC戦でプレミアリーグ初出場。12月11日のチェルシーFC戦で、後半38分にプレミアリーグ初ゴールを決めるも、試合は2-3で敗戦。3月13日のノリッジ・シティFC戦では、1-1で迎えた後半49分に勝ち越しゴールを決め、シーズン途中就任したジェシー・マーシュ監督に初勝利をもたらした。
2023年1月27日、センターフォワードを補強を望んでいたサンダーランドAFCに半年間の期限付き移籍をすることが発表された。当初サンダーランドはKRCヘンクに所属していたハンガリー代表のネーメト・アンドラーシュに興味を示していると報じられていた。しかし、アンドラーシュがハンブルガーSVに移籍したこともあり、ゲルハートがサンダーランドに加入することとなった。

## 代表経歴
2018年から各ユース世代のイングランド代表に随時招集。2019年にはU-17代表でUEFA U-17欧州選手権に出場した。